# Аполон Цимерман
Аполон Ернестович Цимерман (на руски: Аполлон Эрнестович Циммерман) е висш офицер от Руската империя, генерал от пехотата. Участва в Руско-турска война (1877-1878).

## Биография
Аполон Цимерман е роден е на 29 януари 1825 г. в Лифляндска губерния в семейството на потомствен дворянин. Посвещава се на военното поприще. Започва действителна служба във Витембергския пехотен полк. Завършва Николаевската военна академия на Генералния щаб на Руската армия (1849).
Участва в потушаване на Унгарската революция (1848 – 1849) в сраженията край Комарно, Серегом и Сегед.
През 1851 г. е изпратен в Кавказ, където взема участие в експедиции в Чечня и Дагестан. Отличава се в боевете край Ахалцихе на 14 ноември 1853 г.
Участва в Кримската война (1853 – 1856). В края на 1854 г. е поставен в разпореждане на главнокомандващия руските войски в Крим. Назначен е за помощник на началника на щаб на Севастополския гарнизон.
През 1860 г. е назначен за командващ войските в Заилийския край в Средна Азия. Успешно противодейства на Кокандското ханство, разрушавайки укреплението им Токмок и овладявайки крепостта Пишпек.
Участва в потушаването на Полското въстание (1863). Началник на щаба на Вилненския военен окръг. Служи като командир на пехотна дивизия. Повишен е във военно звание генерал-лейтенант от 1868 г.
Участва в Руско-турска война (1877-1878). Назначен е за командир на 14-и армейски корпус, назначен да действа в Добруджа. Командир на Долнодунавския отряд в състав от 29 000 офицери и войници, 4600 конници и 150 оръдия. Основните му задачи са: осигуряване комуникациите на Действащата армия с Русия, взаимодействие с други части за противодействие на турските сили в четириъгълника Русе – Силистра – Варна – Шумен. Извършва десанта при Галац за отвличане вниманието от главния удар при Зимнич-Свищов. Прехвърля силите на отряда в Добруджа и достига линията Черна вода – Кюстенджа. Отвлича турските сили от настъпателното направление на главния удар. През заключителния етап на войната осъществява действия в Южна Добруджа и Черноморското крайбрежие. Настъпва в направлението Добрич – Провадия и прекъсва железопътната линия Варна – Русе. Награден с Орден „Свети Александър Невски“.
След войната е член на Военния съвет на Руската армия. Повишен е във военно звание генерал от пехотата. Умира през 1884 г.

## Памет
В градовете Добрич и Варна има улици, наименувани на генерал Цимерман. В Добрич е издигнат негов паметник.